# Iberesia castillana
Iberesia castillana är en spindelart som först beskrevs av Frade och J.J.A.H.de Bacelar 1931.  Iberesia castillana ingår i släktet Iberesia och familjen Nemesiidae.
Artens utbredningsområde är Spanien. Inga underarter finns listade i Catalogue of Life.